# Renca (Chile)
Renca  es una comuna ubicada en el sector norponiente de la ciudad de Santiago, capital de Chile. Fue fundada en 1894 y antiguamente se llamó Villa de Renca. Limita con la comuna de Quilicura al norte, Conchalí e Independencia al este, Quinta Normal y Cerro Navia al sur, y Pudahuel al oeste.

## Toponimia
El territorio en donde se emplaza la ciudad fue habitado previamente a la llegada de los españoles por picunches (grupo septentrional mapuche), cuyo idioma fue el mapudungún. En este idioma, la palabra rengka refiere a la especie herbácea Hypochaeris scorzonerae, conocida en español como renca o hierba del chancho, una planta endémica de flores amarillas abundante en la zona.

## Historia

### Historia precolombina
Según el historiador Alberto Medina, las tierras de Renca, junto con las de Conchalí, fueron ampliamente, y por muchos años, disputadas entre españoles y picunches. Estos últimos valiéndose de diversas argucias, cambiaron la situación de los españoles de fundar Santiago de Nueva Extremadura en la ribera norte del Río Mapocho, sino en los faldeos del Cerro Santa Lucía. La ribera norte era considerada como la tierra fértil y militarmente estratégica por contar con barreras de tipo natural para defenderse de los españoles, como son el Cerro Renca, el Cerro San Cristóbal y el Río Mapocho.
Las tierras estuvieron administradas por el gobernador incaico Quilacanta, quien acabó siendo capturado por Pedro de Valdivia y más tarde asesinado por doña Inés de Suárez junto con curacas que se encontraban prisioneros, durante la destrucción de la naciente ciudad de Santiago el 11 de septiembre de 1541 a manos de las huestes de Michimalonco. 
Tras esto, Valdivia adjudicó partes de las tierras de Renca a varios de sus soldados. Entre los primeros dueños se cuenta a Fernando Rojas y Hernando Vallejos. Posteriormente, en las actas del cabildo de Santiago, el escribano Luis Cartagena consignó que se le entregarían tierras de Renca a Ortiz Jerez; García Hernández; Rodrigo de Araya; Gaspar de Orense y otros más. Este reparto fue entre los años 1541 y 1547.

### Era colonial
En los albores de la colonia, Renca ya era un lugar de agrado para los inmigrantes españoles y criollos adinerados. Las quintas y chacras proveían frutas y verduras de gran calidad y en mucha abundancia.
En las Tierras de La Renca se establecieron las primeras encomiendas, pero los españoles no tenían mucho interés en explotarlas y solo querían indios para buscar oro[cita requerida]. Pese a que los indios no se dejaban dominar, Inés de Suárez, mujer con mucha historia en esta región (la tradición índica que unos viejos olmos en las calles Balmaceda y Domingo Santa María, fueron plantados por la española), contribuyó a su pacificación[cita requerida], a través de la evangelización apoyada por los jesuitas que se establecieron en el lugar.
En el lugar donde hoy funciona el actual edificio municipal, los colonizadores incaicos habían establecido un Tambo (especie de posada), donde los viajeros que venían del Cuzco o del otro lado de la cordillera de los Andes, podían comercializar, abastecerse de víveres y hasta contaban con un curandero que atendía a los enfermos[cita requerida].
Con el correr de los años, dichas tierras se transformaron en chacras de veraneo de españoles y criollos, que atraídos por la belleza natural del paisaje y por las bondades de la tierra, que gracias a un abundante regadío y a los canales construidos por los indígenas, numerosos rancheríos se formaron en torno a estas villas, las que aumentaron en forma significativa al construirse el Puente de Cal y Canto, en 1779, que conectó el área norte con Santiago.

### Era republicana y fundación de la comuna

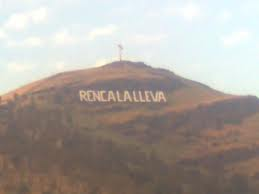
«Renca la lleva» fue el lema de la comuna en la gestión de la alcaldesa Vicky Barahona, frase que fue instalada con letras gigantes en el cerro Renca.

Francisco Solano Asta-Buruaga y Cienfuegos escribió en 1867 en su Diccionario Geográfico de la República de Chile: 652  sobre el lugar:

Renca.-—Aldea del departamento de Santiago con iglesia parroquial, oficinas de registro civil y correo, dos escuelas gratuitas y población dispersa de 587 habitantes, en medio de quintas y huertos notables por su abundancia de exquisitas y variadas frutas, legumbres, &c. Está situada en los 33º 24' Lat. y 70° 43' Lon. entre la banda norte del río Mapocho y el lado sur de un cerro mediano casi aislado, que se eleva 890 metros sobre el nivel del Pacífico y 500 sobre el plano de la población. Dista diez kilómetros al NO. de la plaza de la ciudad de Santiago y seis de la estación principal del ferrocarril que de esta ciudad se dirige á Valparaíso pasando por el costado oriental de la aldea, donde ésta tiene su propia estación en la misma línea férrea; más al NNO. deja á Quilicura. Esta aldea ha sido un antiguo asiento de indígenas talvéz de procedencia quichua, como lo manifiesta su nombre de Renca, que proviene de este idioma primitivo del Perú y en donde (provincia de Oajatambo) existe un paraje homónimo, en que hay una planta como la escorzonera.[2] En ella se establecieron desde los principios de la conquista de Chile pobladores españoles y se fundó una capilla en la que se veneraba la efigie del Cristo, figurada en un espino, que se encontró en 1636 en Limache y que se quemó en parte con aquella en 1729, la cual restaurada existió en la nueva iglesia con el nombre de Cristo de Renca hasta que un otro incendio la destruyó en 1799. La iglesia se reedificó después y subsiste aún con medianas alteraciones.

La Municipalidad de Renca nació legalmente el 24 de diciembre de 1891, fecha en que apareció publicado en el Diario Oficial un decreto del Ministerio del Interior, que creaba, entre otros la Municipalidad de Renca. 
La historia de Renca como comuna, parte el 6 de mayo de 1894, cuando se celebró la Primera Sesión Ordinaria de la Municipalidad de Renca, o sea, más de dos años después de la creación legal del Municipio, bajo la presidencia del Sub - delegado de Gobierno, don Javier Gómez. En dicha sesión se procedió a elegir a las autoridades municipales, siendo elegido como primer alcalde don Fernando Olivares. En esta oportunidad también fueron elegidos algunos regidores.
Al nacer como comuna, la Villa de Renca, así designada por ley en 1895, registraba 2451 habitantes y sus límites eran: al norte: el estero El Membrillo, por el este línea férrea de Valparaíso y callejón las Hornillas (actual Vivaceta), por el sur el Río Mapocho y al oeste prolongación del estero El Membrillo.
De acuerdo al rol de avalúo de 1896, la comuna poseía más de cien propiedades agrícolas, de las cuales 34 eran de un valor que superaban los sesenta mil pesos cada una, esto significaba que era de gran importancia.
Su nexo con la ciudad capital era el ferrocarril y el camino a Renca, que salía desde la Cañadilla (actualmente Independencia), callejón las Hornillas y luego de unos 5 kilómetros se encontraba Renca.
El geógrafo chileno, Luis Risopatrón lo describe como una ‘villa’ en su libro Diccionario Jeográfico de Chile en el año 1924:: 761 

Renca (Villa) 33° 25' 70° 44' Cuenta con servicio de correos, rejistro civil i escuelas públicas i se encuentra en medio de huertos i quintas, notables por su abundancia de esquisitas i variadas frutas, legumbres etc, al S del cerro del mismo nombre, en la márjen N del rio Mapocho, al W de la estación de aquella denominación del ferrocarril central; obtuvo el título de villa por decreto de 19 de julio de 1895.

El carácter agrícola de la zona se fue perdiendo a medida que avanzaban las obras de canalización del Río Mapocho y los agricultores se fueron replegando hacia el interior del valle, con lo que Renca adquiere características de "Comuna Dormitorio".
Para 1930 el rol de avalúo registraba 1603 propiedades de las cuales 1474 eran urbanas y solo 129 rurales. En treinta años se había producido un cambio notable en la fisonomía comunal. En cuanto a su población ésta se elevaba a 11 507 habitantes, cinco veces más, de lo que tenía al crearse la comuna.
La agricultura proporcionaba todo tipo de hortalizas, verduras y frutas, también existían viñas y se cultivaban flores, como gladiolos y crisantemos. Tres de las viñas más importantes era: Santa Teresa de Lo Boza, propiedad de los padres de Balmaceda, Santa Juana (actual J. A. Ríos 1 y 2), y el Carmen (actualmente poblaciones Huamachuco 1, 2 y 3).
Hasta antes de la organización portaliana, Renca mantuvo una gran extensión colonial, vale decir, un territorio definido por la Iglesia como campo de operaciones de la parroquia y que abarcaba: Casablanca, Quilpué, Quilicura, Colina, Pudahuel y Quinta Normal.
Entre los hitos históricos de la comuna se cuenta el hecho que en su parroquia fue bautizado un niño llamado Manuel Rodríguez. Otro prócer que recibió a los santos óleos y crismas fue José Manuel Balmaceda, bautizado en la capilla del fundo Santa Teresa de lo Boza, y que llegara ser Presidente de Chile.
Algunos pueblos que vivieron en la gran región de Renca fueron: Colina (Agua Caliente); Quilicura (Piedra Torcida); Lampa (Arena blanca); Quilpué (Palo hueco); Curacaví (Varias piedras), entre varios otros que se desarrollaron en este sector.

### SigloXX

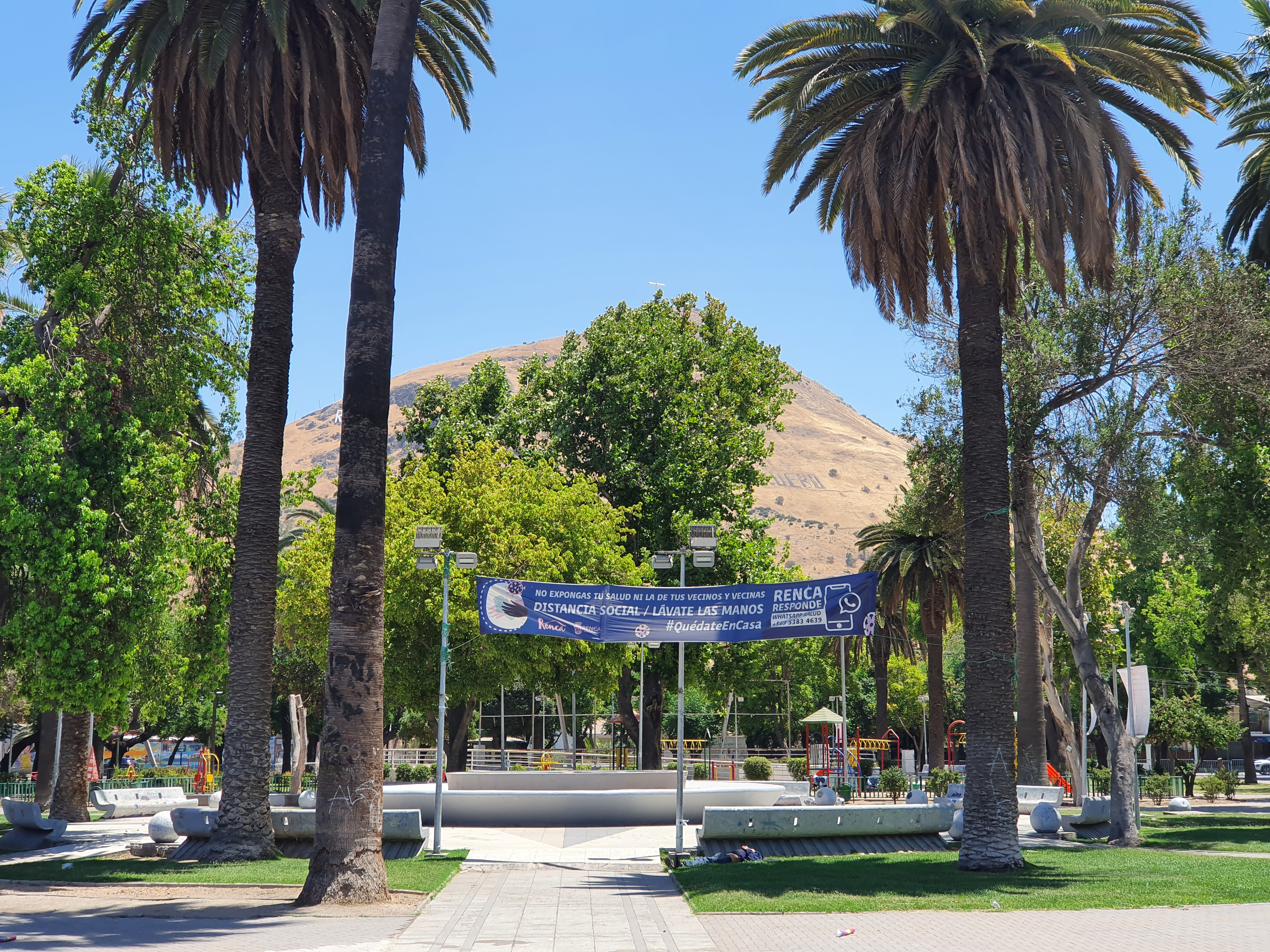
Plaza Mayor de Renca con el Cerro Renca de fondo

La Plaza Mayor de Renca estaría construida sobre un cementerio precolombino, que se extendía en el sector que abarca la plaza[cita requerida]. Donde hoy está ubicado el colegio Juana Atala de Hirmas, se encontraba la chacra "El Pinar De Vitri", que era un cementerio de los muertos del cólera. Varios sectores fueron ocupados a partir de los años 30, como las poblaciones Recabarren (1947), Población Cerro Colorado, Huamachuco y Lo Boza
La chacra El Paraíso estaba ubicada donde hoy se encuentra la población Infante. Esta chacra pertenecía a un francés que criaba chanchos y en una subida del Río Mapocho que se llevó toda la crianza, el francés se subió a su coche tirado por caballos y salió en busca de sus animales, murió arrastrado por las aguas.[cita requerida]
El autor de la primera canción nacional, Manuel Robles Gutiérrez, era vecino de Renca. De su canción actual se conserva el estribillo, puesto que la canción debió ser cambiada por ser considerada una ofensa a los españoles.

## Medio ambiente

### Geomorfología y componentes abióticos

Trazado simplificado de los ecosistemas y cuerpos de agua presentes en la comuna de Renca.

La comuna de Renca se encuentra emplazada en la unidad geomorfológica de Cuenca de Santiago; y presenta según la clasificación climática de Köppen clima mediterráneo de lluvia invernal (Csb) y clima semiárido de lluvia invernal (BSk (s)).
Cerca del 25% del territorio comunal es montañoso, donde se destacan:
- Cerro Renca: 905 metros de altura, el punto más alto de la ciudad de Santiago.[9]
- Cerro Colorado: 720 metros de altura
- Puntilla Lo Ruiz: 720 metros de altura

La cadena de cerros que limitan Santiago, por el norte actúan como barreras al paso de vientos predominantes del sur, lo que provoca turbulencias condicionando zonas de neblina en Renca y Conchalí.
Estos cerros son considerados zonas de protección ecológica.
Esta además se halla en la cuenca hidrográfica de río Maipo. Además, la comuna posee diversos cuerpos de agua, entre los que se destacan el río Mapocho. En el límite comunal con Cerro Navia y Quinta Normal se emplaza el río Mapocho.

### Componentes bióticos
Dentro del territorio de la comuna se puede encontrar el siguiente ecosistema:
- Bosque espinoso mediterráneo interior donde predominan Acacia caven y Prosopis chilensis (Vulnerable)

### Medidas de protección ambiental y conflictos socioambientales
Hasta 2022, la comuna de Renca no cuenta con áreas territoriales destinadas a la protección ambiental.

## Administración

### Municipalidad
La Ilustre Municipalidad de Renca es dirigida en el periodo 2021-2024 por el alcalde Claudio Castro (Independiente), el cual es asesorado por los concejales:
- Yamilette Carolina Gárate Soto (PCCh)
- Carolina Andrea Coñopan Araya (Ind-FA)
- Nora Contreras Canales (UDI)
- Diego Andrés Martínez Otárola (RN)
- Florencio Enrique Kuntz Sanhueza (REPUBLICANOS)
- Diego Ignacio Fuentes Lira ((Ind-PR)
- Ismael Antonio Araya Araya (Ind-PR)
- Cecilia del Pilar López Contreras (PS)

### Representación parlamentaria
Renca pertenece al Distrito Electoral n.º 9 y a la 7.ª Circunscripción Senatorial (Región Metropolitana). Es representada en la Cámara de Diputados del Congreso Nacional por los diputados Karol Cariola Oliva (PCCh), Érika Olivera de la Fuente (Ind/RN), Andrés Giordano Salazar (FA), Maite Orsini Pascal (FA), Jorge Durán Espinoza (RN), Boris Barrera Moreno (PCCh) y José Carlos Meza (PRCh) en el periodo 2022-2026. A su vez, en el Senado la representan Fabiola Campillai Rojas (Ind), Claudia Pascual (PCCh), Luciano Cruz Coke (EVOP), Manuel José Ossandon (RN) y Rojo Edwards (PRCh) en el periodo 2022-2030.

## Economía
En 2018, la cantidad de empresas registradas en Renca fue de 2.127. El Índice de Complejidad Económica (ECI) en el mismo año fue de 0,49, mientras que las actividades económicas con mayor índice de Ventaja Comparativa Revelada (RCA) fueron Actividades de Molienda de Arroz (75,2), Elaboración de Bebidas no Alcohólicas (52,89) y Reparación de Equipo de Elevación y Manipulación (47,88).

## Servicios

### Educación

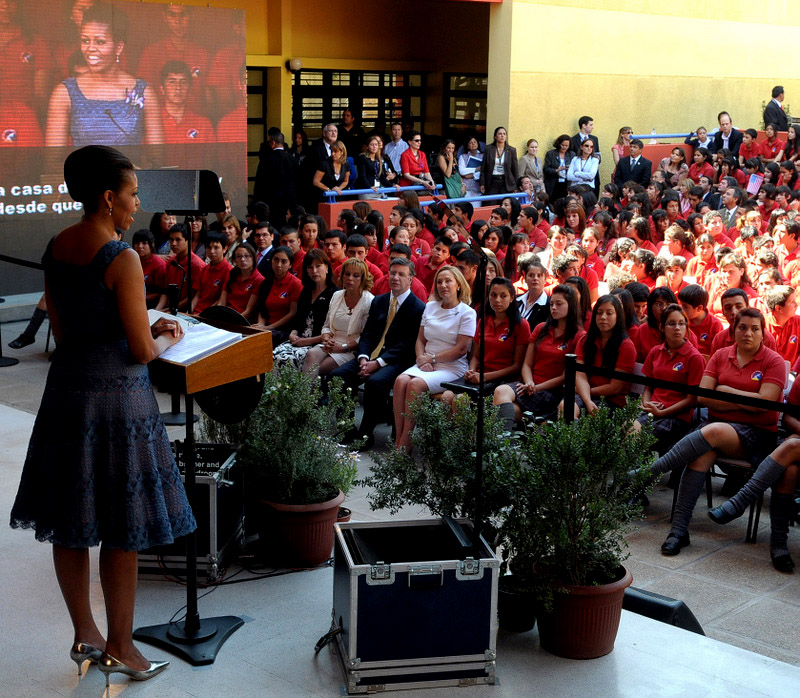
Michelle Obama en el Liceo Instituto Cumbre de Cóndores (2011).

La Corporación Municipal de Educación y Salud de Renca (Cormuren) está encargada de la educación pública de la comuna. Los colegios destacados son:
- Instituto Cumbre de Cóndores Oriente (Liceo Bicentenario)
- Instituto Cumbre de Cóndores Poniente (Liceo Bicentenario)
- Liceo Industrial Benjamín Dávila Larraín (Sofofa)
- Liceo Politécnico Andes (DuocUC)

## Cultura

### Renquinos
La comuna de Renca ha visto nacer a notables figuras en distintos ámbitos. Entre ellos destaca Mario Chamorro, exgerente del Banco de Concepción, economista, y egresado del Instituto Nacional, Universidad de Chile y la UCLA. En el ámbito deportivo, sobresalen futbolistas como Eduardo Vargas, quien en 2017 jugaba en el Club de Fútbol Tigres de la Universidad Autónoma de Nuevo León de México, Felipe Campos, futbolista de Club Social y Deportivo Colo-Colo en 2016, y Nicolás Castillo, jugador del Club Universidad Nacional de México en 2017. También se destacan el exboxeador Godfrey Stevens y el futbolista Óscar Hernández, quien jugaba en Atlético San Luis de México en 2017.

## Transporte

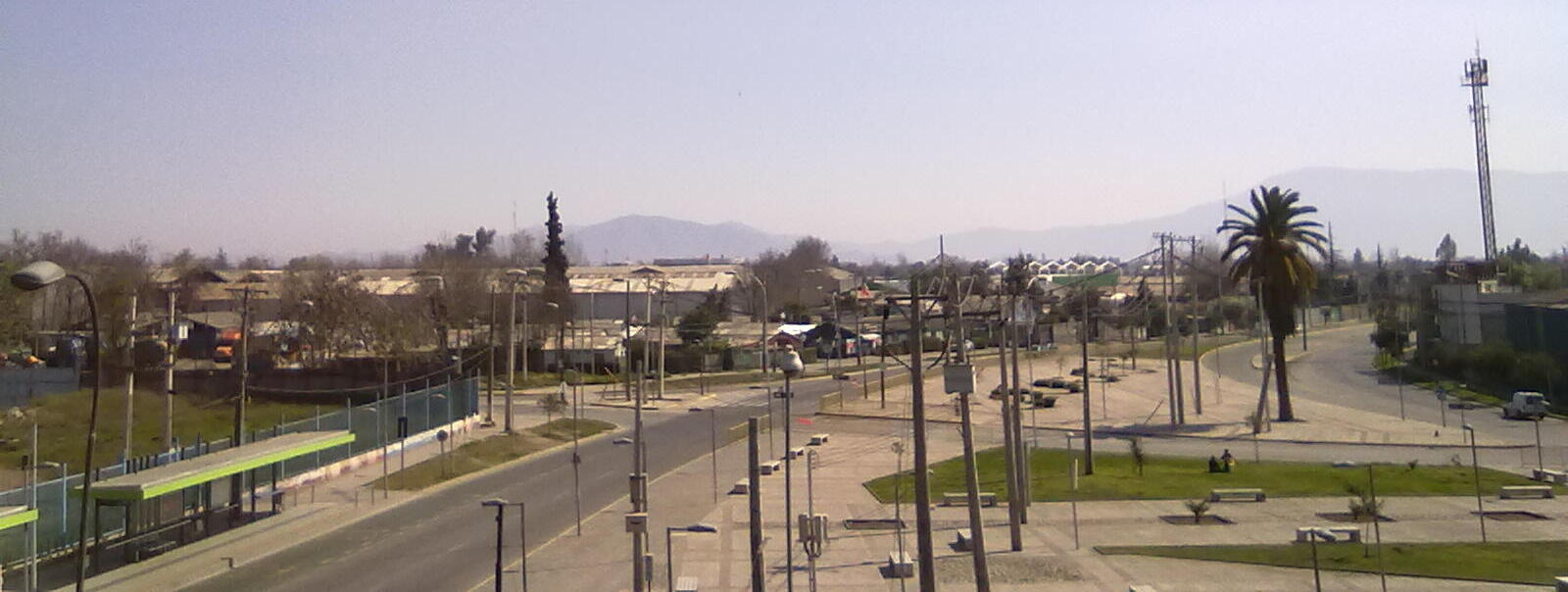
Avenida Dorsal

Esta comuna pertenecía a la Zona B de Transantiago, siendo abastecida por los servicios alimentadores B. Actualmente está inmersa en varias unidades de la Red Metropolitana de Movilidad, cuyos servicios la conectan con el resto de Santiago. También existen servicio de colectivos por Avenida Lo Boza y Avenida Brasil. La avenida principal es Domingo Santa María.

### Principales vías
Sentido oriente - poniente
- Autopista Costanera Norte
- Avenida Domingo Santa María
- Avenida José Manuel Balmaceda
- Avenida Salvador Allende
- Avenida Dorsal (ex Jaime Guzmán)
- Avenida José Miguel Infante
- Avenida Brasil
- Avenida Lo Boza

Sentido norte - sur
- Autopista Central - Eje General Velásquez
- Avenida Apóstol Santiago
- Avenida Circunvalación Américo Vespucio
- Avenida Dorsal
- Avenida Condell
- Calle Vicuña Mackenna

### Servicios Red Metropolitana de Movilidad
Por la comuna transitan los siguientes recorridos pertenecientes a las unidades de negocio 3, 5 y 7; y las unidades de servicios 1, 4 y 6:
- 101: Recoleta - Cerrillos
- 105: Renca - Lo Espejo
- 107: Ciudad Empresarial - Avenida Departamental
- 107c: Ciudad Empresarial - Plaza Renca
- 109: Renca - Maipú
- 110: Renca - Maipú
- 110c: Renca - Pudahuel Sur
- 120: Renca - La Cisterna
- 303: Quilicura - Plaza Italia
- 307: Lo Marcoleta - Plaza Italia
- 307e: Lo Marcoleta - Plaza Italia
- 314: Lo Marcoleta - Plaza Italia
- 408: Renca - Mapocho
- 408e: Renca - Mapocho
- 410: Renca - Providencia
- 410e: Renca - Providencia
- 428: Quilicura -Metro La Cisterna
- 428e: Quilicura - Metro La Cisterna
- B01: El Salto - Huamachuco
- B03: Miraflores - Metro Cerro Blanco
- B09: Lo Boza - Lo Franco
- B17: Huamachuco - Arzobispo Valdivieso
- B20: Mapocho - Miraflores
- B24: Huamachuco - Mapocho
- B26: Metro Los Libertadores - Metro Estación Central
- B28: Huamachuco - Metro Estación Central
- B29: Miraflores - Mapocho
- B30n: Renca - Centro
- B38: Huamachuco - Hospital Félix Bulnes
- J07: Metro Pudahuel - Noviciado
- J07c: Metro Pudahuel - Lo Boza

### Proyectos
- Metro de Santiago

Recorrerá desde Renca (con dos estaciones dentro de la comuna) las cuales serán Brasil y José Miguel Infante. Hacia el sector de Estoril por el eje de Avenida Mapocho, pasando por las comunas de Cerro Navia, Quinta Normal,  Santiago, Providencia, Las Condes y Vitacura. Se estima que esté operativa en el año 2028.
- Tren Santiago-Batuco

Este servicio recorrerá de norte a sur entre las comunas de Quinta Normal y Lampa, teniendo una estación ubicada en la intersección de Avenida Dorsal con calle Eulogio Altamirano, cuya inauguración se proyecta para el año 2028.